# Black&White
〈Black&White〉(블랙 앤드 화이트)는 일본의 음악 그룹 AAA의 열두 번째 싱글이다. 2006년 12월 6일에 에이벡스 트랙스에서 발매됐다.

## 개요
- 각각 ‘검은 색’과 ‘하얀 색’을 테마로 한 곡이다.
- CD ONLY · CD+DVD (Samurai heart -무사 정신-버전) · CD+DVD (Winter lander!! 버전)의 세 가지의 종류로 발매됐다. 자켓은 세 가지의 종류 모두 다르지만 CD 수록 내용은 어디에도 바뀌지 않았다. CD ONLY의 초회생산분에는 24P 부클릿이 부록됐다.
- 수록곡 〈Samurai heart-무사 정신-〉은 닌자를 모티브로 한 가사와 PV이다. 또, PV는 도치기현 닛코시에서 촬영됐다. 〈Samurai heart-무사 정신-〉은 발매 후에 TBS 계열 역선경주 이미지 송으로 결정됐다. Rin'이 연주와 프로모션 영상에 참가하고 있다.
- 〈Winter lander!!〉의 안무가는 야마시로 요코이다.

## 수록 내용

### CD+DVD Samurai heart -무사 정신-버전
CD
1. Samurai heart-무사 정신-(Samurai heart-侍魂-)
  - 작사: 사사키 오사무 / 작곡: Ikoman, Vrij(backed new jack) / 편곡: Ikoman / 랩 작사: 사사키 오사무, 히다카 미츠히로
2. Winter lander!!
  - 작사: jam / 작곡: 와타나베 미키 / 편곡: h-wonder / 랩 작사: 히다카 미츠히로
3. 허리케인 리리, 보스턴 마리 (Live version)(ハリケーン・リリ、ボストン・マリ (Live version))
4. Samurai heart-무사 정신- (Instrumental)
5. Winter lander!! (Instrumental)

DVD
1. Samurai heart-무사 정신- (뮤직비디오)

### CD+DVD Winter lander!!버전
CD
1. Samurai heart-무사 정신-
2. Winter lander!!
3. 허리케인 리리, 보스턴 마리 (Live version)
4. Samurai heart-무사 정신- (Instrumental)
5. Winter lander!! (Instrumental)

DVD
1. Winter lander!! (뮤직비디오)

### CD ONLY
1. Samurai heart-무사 정신-
2. Winter lander!!
3. 허리케인 리리, 보스턴 마리 (Live version)
4. Samurai heart-무사 정신- (Instrumental)
5. Winter lander!! (Instrumental)